# Google Docs Editors
Google Docs Editors ist ein webbasierter Online-Office-Dienst, der von Google in Verbindung mit seinem Google-Drive-Dienst angeboten wird. Die Suite umfasst Google Docs, Google Tabellen, Google Präsentationen, Google Zeichnungen, Google Formulare, Google Sites und Google Notizen. Es enthielt auch den Dienst Google Fusion Tables, bis dieser 2019 eingestellt wurde.
Die Google Docs Editors-Suite ist für Benutzer mit persönlichen Google-Konten kostenlos verfügbar: über eine Webanwendung, eine Reihe mobiler Apps für Android und iOS und eine Desktopanwendung für Google Chrome OS.

## Konkurrenz
Die Suite konkurriert hauptsächlich mit den Software-Suiten Microsoft Office von Microsoft und iWork von Apple. Es war seit seiner Einführung im Jahr 2006 Vorreiter bei der kollaborativen Bearbeitung in Echtzeit, während Microsoft Office dies erst 2013 einführte. Die Suite kann Microsoft Office-Dateiformate öffnen und schreiben.

## Verfügbarkeit
Die Google Docs Editors Suite steht Nutzern mit privaten Google-Konten kostenlos zur Verfügung. Es wird auch als Teil von Googles geschäftsorientiertem Dienst Google Workspace angeboten, der bis Oktober 2020 unter dem Namen G Suite lief, einem monatlichen Abonnement-Service, das zusätzliche Funktionen freischaltet.